# Suzuki-SAIAD 750 Vallelunga
La Suzuki GT 750 S Vallelunga, più nota come Suzuki-SAIAD 750 Vallelunga, è una motocicletta special da competizione per le gare Derivate Serie, o Production Racer allestita dalla SAIAD di Torino, dal 1973 al 1975, basata sul modello "GT 750" della casa giapponese Suzuki.

## Il contesto
Vista la grande attenzione che, a cavallo tra gli anni sessanta e settanta, il pubblico europeo dedicava alle gare di "Endurance" o comunque riservate a moto derivate dalla serie, alcune case motociclistiche italiane e inglesi avevano approntato delle special, come la Laverda 750 SFC o la Norton Commando PR, per parteciparvi in forma ufficiale o per il tramite dei piloti privati.
Le case giapponesi, invece, più orientate verso il ricco mercato USA, avevano approntato special da competizione estreme, non omologabili per la normale circolazione stradale, come la Kawasaki 750 H2R o, nel caso della Suzuki, il modello "TR 750", lasciando campo libero ai preparatori europei che, infatti, si sbizzarrirono nella produzione in piccola serie di decine di pregevoli "special" con propulsori nipponici rivisitati e ciclistiche artigianali.
La dinamica SAIAD di Torino, importatrice ufficiale delle motociclette Suzuki, che già nei primi anni settanta aveva allestito delle special derivate dal modello "500 Titan", destinate ai piloti privati per gare juniores e seniores, decise di cimentarsi anche nella cilindrata di 3/4 di litro.

## La "Vallelunga"
Nei primi mesi del 1973, lavorando sulla base della "GT 750 K" furono apportate modifiche alle luci dei cilindri, in modo da ottenere una maggiore potenza. Gli esperti valutano un aumento di 10 CV sui 71 originali della "GT 750 K" (seconda versione dopo la J, e prima equipaggiata con i due freni a disco anteriori), ma l'incremento non venne mai ufficialmente dichiarato, probabilmente per non inficiare l'esistente certificato di omologazione. La ciclistica era caratterizzata dalla forcella telescopica a steli scoperti e dal doppio freno a disco anteriore, particolari già di serie della versione K, introdotta nel 1972. La spoliazione di molte sovrastrutture di serie, come i pesanti parafanghi in acciaio, gli specchi e gli indicatori di direzione, ed il montaggio della sella monoposto, del manubrio in due pezzi, delle pedane arretrate e degli pneumatici adatti, completarono l'opera. Questa drastica cura dimagrante fece passare il peso dagli oltre 245 della "GT 750 K" di serie ai circa 190 a vuoto della "Vallelunga", mentre la velocità massima saliva a 225 Km/h. Le sovrastrutture in vetroresina, così come le pregevoli pedane arretrate ed i semimanubri in lega leggera, erano pezzi racing realizzati da Angelo Menani.
Il prototipo debuttò in pista alla prima 500 Km della "Coppa Cecere", gara inaugurale della stagione motociclistica italiana, svoltasi il 4 marzo 1973 sul Circuito di Vallelunga, il cui Trofeo (articolato quell'anno su 4 prove) era intitolato alla memoria di Maurizio Cecere, un giovane corridore (pilota civile Alitalia) morto in gara su quello stesso circuito il precedente 22 ottobre. Affidata alla collaudata coppia formata dai milanesi Renato Galtrucco e Vanni Blegi - i due l'anno prima avevano corso assieme nel Team Triumph Koelliker sulla "Trident 750" - la "GT 750 K" modificata in chiave racing si aggiudicò la vittoria.
Nell'aprile dello stesso anno la produzione della special da competizione Suzuki GT 750 S Vallelunga venne annunciata alla stampa, anche presentando la moto nella livrea definitiva, nel tipico intenso azzurro metallizzato racing Suzuki con filetti e scritte bianche, con semicarena, serbatoio, sella monoposto e codone portanumero in vetroresina. Quest'ultimo funge anche da alloggio per il grande serbatoio dell'olio (1,9 litri) della lubrificazione separata.
Ad onore della Saiad, va detto come la Casa madre Suzuki riconobbe immediatamente questo modello come suo proprio, facendo realizzare per la GT 750 S Vallelunga una apposita brochure pubblicitaria, in cui la Special da competizione nata in Italia veniva presentata con tutti i crismi di un modello ufficiale. Nel dépliant Suzuki appare già nella colorazione definitiva, ma con alcuni particolari assenti poi negli esemplari posti effettivamente in vendita, come il plexiglas della semicarena colorato di azzurro (sostituito da uno completamente trasparente) ed il cavalletto centrale (invero poco adatto ad un modello racing e sostituito dal laterale).
La moto veniva fornita di serie col normale scarico a 3 collettori confluenti in 4 silenziatori per la circolazione stradale, ma per le corse era disponibile uno scarico tipo competizione composto da tre marmitte ad espansione sagomate, opera del mago delle espansioni Figaroli, che realizzò anche per le Vallelunga del Team Saiad Suzuki-Italia uno speciale scarico racing ad espansione 3 in 1, che assicurava le stesse prestazioni delle tre espansioni separate, ma con un netto risparmio di peso.
Posta in vendita con un prezzo non certo economico (L. 2.000.000), fu allestita dalla SAIAD in 100 esemplari (c'è chi dice 120), ovvero il numero minimo per ottenere l'omologazione per correre nelle Gare Derivate Serie, secondo il regolamento allora vigente.
La denominazione "Vallelunga", poco prima delle consegne iniziate nel luglio 1973, fu imposta, come già specificato sopra, per celebrare la Vittoria nella prima 500 Km della Coppa Cecere (organizzata quell'anno su 4 prove) ad opera della coppia Renato Galtrucco - Vanni Blegi del 4 marzo 1973 proprio a Vallelunga, al debutto con la Suzuki GT750 (questa però era una racer "nuda" abbastanza diversa dalla successiva Vallelunga nell'aspetto, con la tabella portanumero anteriore ma senza cupolino e dotata di un codino molto più piccolo), preparata per le Gare di Derivate Serie, ovvero il prototipo della nuova GT 750 S Production Racer. Galtrucco purtroppo scomparve pochi mesi dopo nella Seconda Tragedia di Monza, assieme a Carlo Chionio e Renzo Colombini, in una gara Classe 500 Juniores il successivo 8 luglio.

## Caratteristiche tecniche
| Caratteristiche tecniche - Suzuki GT 750 S Vallelunga del 1973 | Caratteristiche tecniche - Suzuki GT 750 S Vallelunga del 1973 | Caratteristiche tecniche - Suzuki GT 750 S Vallelunga del 1973 | Caratteristiche tecniche - Suzuki GT 750 S Vallelunga del 1973 | Caratteristiche tecniche - Suzuki GT 750 S Vallelunga del 1973 | Caratteristiche tecniche - Suzuki GT 750 S Vallelunga del 1973 |
| Dimensioni e pesi | Dimensioni e pesi | Dimensioni e pesi | Dimensioni e pesi | Dimensioni e pesi | Dimensioni e pesi |
| --- | --- | --- | --- | --- | --- |
| Interasse: 1470 mm | Interasse: 1470 mm | Massa a vuoto: 190 kg | Massa a vuoto: 190 kg | Serbatoio: 18,5 l | Serbatoio: 18,5 l |
| Meccanica | | | | | |
| Tipo motore: tricilindrico parallelo frontemarcia 2 tempi inclinato in avanti di 8° con cilindri e testa in lega leggera. Lubrificazione separata CCI con pompa a portata variabile. | Tipo motore: tricilindrico parallelo frontemarcia 2 tempi inclinato in avanti di 8° con cilindri e testa in lega leggera. Lubrificazione separata CCI con pompa a portata variabile. | Tipo motore: tricilindrico parallelo frontemarcia 2 tempi inclinato in avanti di 8° con cilindri e testa in lega leggera. Lubrificazione separata CCI con pompa a portata variabile. | Tipo motore: tricilindrico parallelo frontemarcia 2 tempi inclinato in avanti di 8° con cilindri e testa in lega leggera. Lubrificazione separata CCI con pompa a portata variabile. | Raffreddamento: a liquido | Raffreddamento: a liquido |
| Cilindrata | 738 cm³ (Alesaggio 70 × Corsa 64 mm) | 738 cm³ (Alesaggio 70 × Corsa 64 mm) | 738 cm³ (Alesaggio 70 × Corsa 64 mm) | 738 cm³ (Alesaggio 70 × Corsa 64 mm) | 738 cm³ (Alesaggio 70 × Corsa 64 mm) |
| Distribuzione: regolata dal pistone | Distribuzione: regolata dal pistone | Distribuzione: regolata dal pistone | Alimentazione: tre carburatori Mikuni VM32SC da 32 mm a vaschetta centrale | Alimentazione: tre carburatori Mikuni VM32SC da 32 mm a vaschetta centrale                                                                                               | Alimentazione: tre carburatori Mikuni VM32SC da 32 mm a vaschetta centrale                                                                                               |
| Frizione: multidisco a bagno d'olio | Frizione: multidisco a bagno d'olio | Frizione: multidisco a bagno d'olio | Cambio: 5 marce | Cambio: 5 marce | Cambio: 5 marce |
| Accensione | a ruttore con tre bobine e batteria | a ruttore con tre bobine e batteria | a ruttore con tre bobine e batteria | a ruttore con tre bobine e batteria | a ruttore con tre bobine e batteria |
| Trasmissione | primaria a ingranaggi elicoidali, finale a catena | primaria a ingranaggi elicoidali, finale a catena | primaria a ingranaggi elicoidali, finale a catena | primaria a ingranaggi elicoidali, finale a catena | primaria a ingranaggi elicoidali, finale a catena |
| Avviamento | elettrico o a pedale | elettrico o a pedale | elettrico o a pedale | elettrico o a pedale | elettrico o a pedale |
| Ciclistica | | | | | |
| Telaio | doppia culla chiusa in tubi d'acciaio con rinforzi in lamiera stampata | doppia culla chiusa in tubi d'acciaio con rinforzi in lamiera stampata | doppia culla chiusa in tubi d'acciaio con rinforzi in lamiera stampata | doppia culla chiusa in tubi d'acciaio con rinforzi in lamiera stampata                                                                                                   | doppia culla chiusa in tubi d'acciaio con rinforzi in lamiera stampata                                                                                                   |
| Sospensioni | Anteriore: forcella teleidraulica con steli da 35 mm / Posteriore: forcellone oscillante con due ammortizzatori teleidraulici a molle scoperte regolabili su 5 posizioni             | Anteriore: forcella teleidraulica con steli da 35 mm / Posteriore: forcellone oscillante con due ammortizzatori teleidraulici a molle scoperte regolabili su 5 posizioni             | Anteriore: forcella teleidraulica con steli da 35 mm / Posteriore: forcellone oscillante con due ammortizzatori teleidraulici a molle scoperte regolabili su 5 posizioni             | Anteriore: forcella teleidraulica con steli da 35 mm / Posteriore: forcellone oscillante con due ammortizzatori teleidraulici a molle scoperte regolabili su 5 posizioni | Anteriore: forcella teleidraulica con steli da 35 mm / Posteriore: forcellone oscillante con due ammortizzatori teleidraulici a molle scoperte regolabili su 5 posizioni |
| Freni | Anteriore: a doppio disco con pinze flottanti e comando idraulico, diametro 260 mm / Posteriore: tamburo centrale monocamma, diametro 200 mm                                         | Anteriore: a doppio disco con pinze flottanti e comando idraulico, diametro 260 mm / Posteriore: tamburo centrale monocamma, diametro 200 mm                                         | Anteriore: a doppio disco con pinze flottanti e comando idraulico, diametro 260 mm / Posteriore: tamburo centrale monocamma, diametro 200 mm                                         | Anteriore: a doppio disco con pinze flottanti e comando idraulico, diametro 260 mm / Posteriore: tamburo centrale monocamma, diametro 200 mm                             | Anteriore: a doppio disco con pinze flottanti e comando idraulico, diametro 260 mm / Posteriore: tamburo centrale monocamma, diametro 200 mm                             |
| Pneumatici | Dunlop, anteriore 19", posteriore 18" | Dunlop, anteriore 19", posteriore 18" | Dunlop, anteriore 19", posteriore 18" | Dunlop, anteriore 19", posteriore 18" | Dunlop, anteriore 19", posteriore 18" |
| Prestazioni dichiarate | | | | | |
| Velocità massima | 225 km/h | 225 km/h | 225 km/h | 225 km/h | 225 km/h |
| Fonte dei dati: Motociclismo d'Epoca 4/2003, pag. 56 | | | | | |